# Marcell Salzer

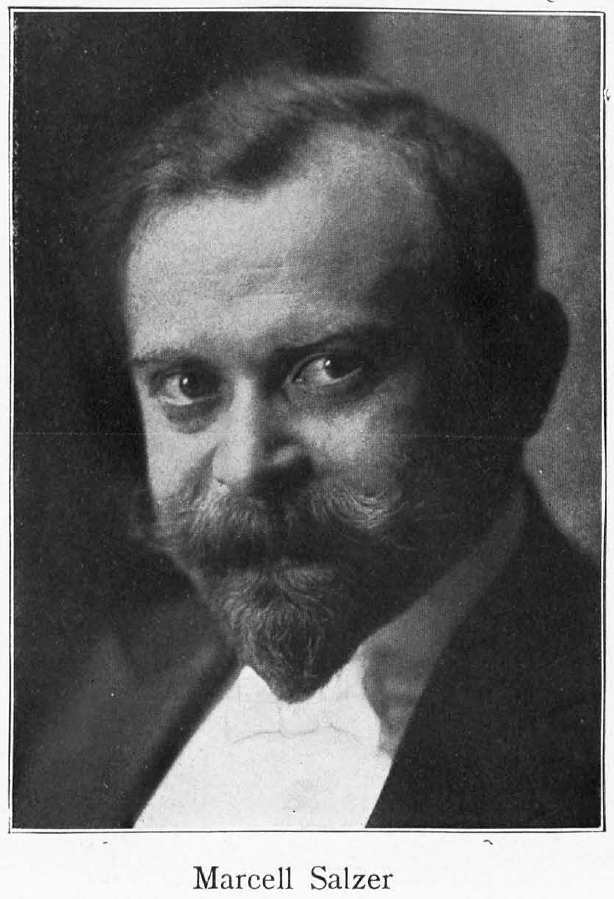
Marcell Salzer, 1907

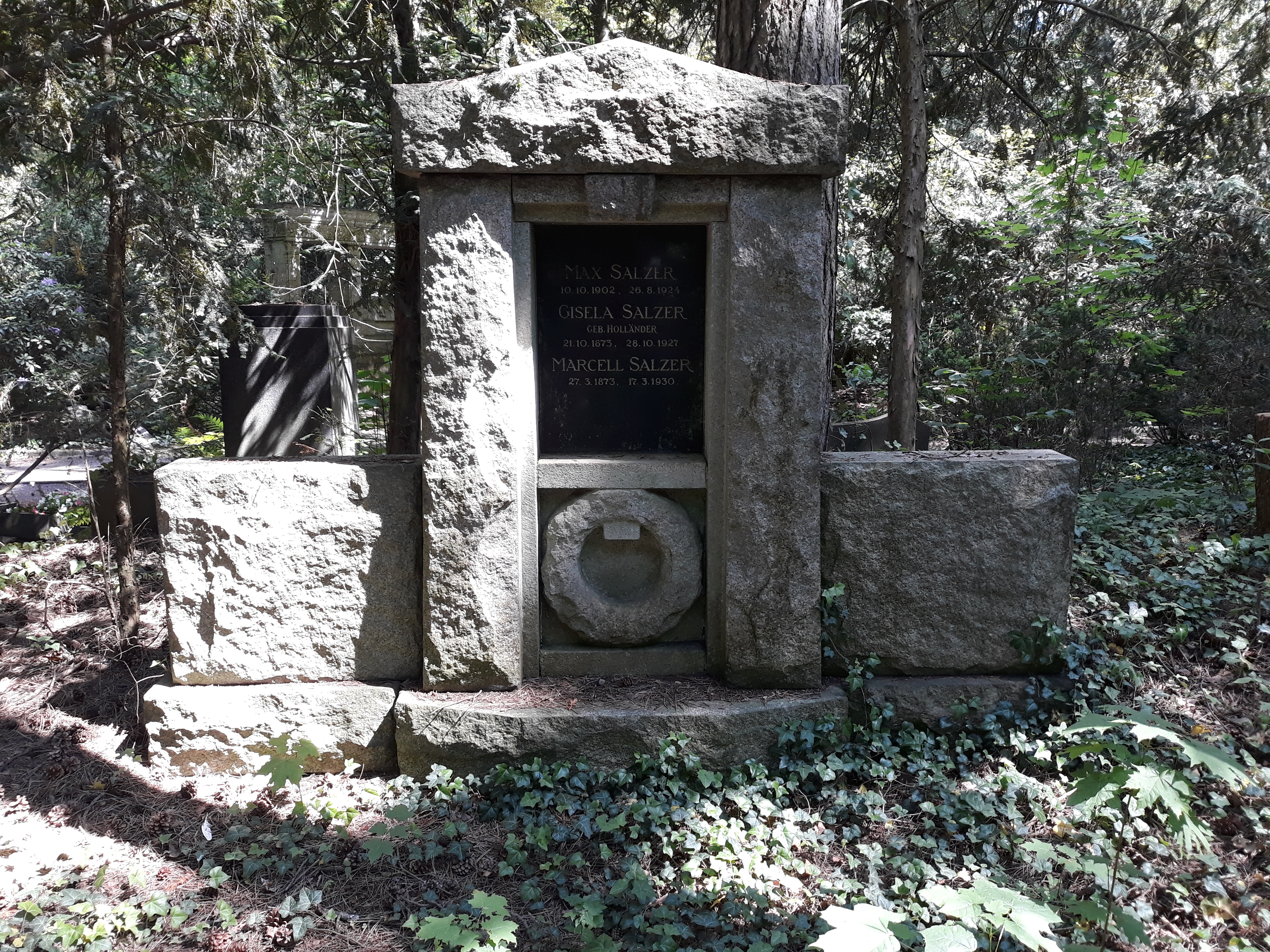
Das Grab von Marcell Salzer und seiner Ehefrau Gisela geborene Holländer im Familiengrab auf dem Parkfriedhof Lichterfelde in Berlin

Marcell Salzer, eigentlich Moritz Salzmann (* 27. März 1873 in Sankt Johann an der March; † 17. März 1930 in Berlin) war ein österreichisch-deutscher Vortragskünstler.

## Leben
Salzer kam als Jugendlicher nach Wien und absolvierte dort eine kaufmännische Lehre. Nach erfolgreichem Abschluss wirkte er auch einige Zeit in diesem Beruf. Bereits in dieser Zeit begann er aufzutreten – meist im Familien- und Freundeskreis.
Als Salzer 1901 erfuhr, dass der Schriftsteller Ernst von Wolzogen in Berlin ein Kabarett gründen wollte, kündigte er seine Stellung und schloss sich diesem an. Bis zur Schließung von Wolzogens Kabarett Überbrettl Ende 1902 trat Salzer dort regelmäßig auf. Der Mecklenburg-Strelitzer Großherzog ernannte ihm zum Inhaber des Ordens für Kunst und Wissenschaft. 1904 stand er auf der Bühne im Berliner Varieté Wintergarten ; in Wien trat er im Apollo-Theater auf. Am 13. Dezember 1913 trat Salzer im Großen Saal des Wilhelmsgartens in Braunschweig auf, wo er einen „lustigen Abend“ inklusive vollständig neuem Programm versprach und wozu er den Braunschweiger Oberlandesgerichtsrat Richard Herbst (1872–1965) per Postkarte eingeladen hatte.
Salzer machte den Vortrag literarischer Texte zu einem eigenständigen künstlerischen Beruf in der Stellung zwischen Schauspielbühne und Kabarett.
Salzer konvertierte vom jüdischen zum evangelischen Glauben. Er war in Berlin verheiratet und hatte vier Kinder. Er starb zehn Tage vor seinem 57. Geburtstag in Berlin und fand dort auch seine letzte Ruhestätte. Ein Nachruf erschien im Berliner Tageblatt.

## Rezeption
Salzers Markenzeichen war seine markant pointierte Sprechweise und seine unnachahmliche Art, Texte in den verschiedensten deutschen Dialekten vorzutragen. Große Erfolge konnte er mit seinen Programmen „Willis Werdegang“ und „Erlebnisse eines böhmischen Fremdenführers“ erzielen.
Salzer wird mehrfach in Karl Kraus’ Weltkriegsdrama Die letzten Tage der Menschheit erwähnt:

„1. Schieber: Sie, gestern war ich beim Vortragskünstler Marcel Salzer im Apollo. Ich sag Ihnen meine Herrn, das sollten Sie wirklich nicht versäumen.
2. Schieber: Soo guut?
1. Schieber: Ja! Sie, da trägt er Ihnen ein Gedicht vor. Also, da kommt vor die Schlacht von Tannenberg, wie General Hindenburg die Russen hereintreibt in die masurischen Sümpfe – Sie ham doch in der Presse gelesen damals die packende Schilderung –
2. Schieber: Ich weiß noch den Titel: »Umfassung der russischen Truppen durch die deutsche Armee und Hereinwerfen in die masurischen Sümpfe.«
1. Schieber: Ja, also das kommt genau vor, aber mehr komisch, und da macht er gluck-gluck und gluck-gluck, wie sie alle ersticken, die Soldaten. Ich sag Ihnen und dabei das betamte Gesicht, was er macht, Salzer, die Äuglein – es is sein Geld wert.“

Seine fünfbändige Textkollektion Das lustige Salzer-Buch, die nicht allein Werke der deutschen Klassiker, sondern auch solche von Wilhelm Busch, Ludwig Thoma, Rideamus oder auch Roda Roda versammelte, erreichte in Deutschland höchste Auflagen.

## Werke (Auswahl)
- Das lustige Salzer-Buch. Heitere Lektüre- und Vortrags-Stücke. 5 Bände. Verlag: Anton J. Benjamin, Hamburg 1911–1929.

## Film
- 1927: Das Mädchen mit den fünf Nullen (Rolle: Arnold Lebbecke)

## Schallplatten (Auswahl)
- Grammophon 41 291 (mx. 3168 ab) : Die Musik kommt (Text: Detlev von Liliencron)
- Grammophon 41 292 (mx. 3169 g) : Legende vom heiligen Sebastian
- Grammophon 041000 (mx. 210 y) : Willi als Abiturient, aus Rideamus: Willis Werdegang
- Grammophon 041001 (mx. 211 y) : Willis 16. Geburtstag, aus Rideamus: Willis Werdegang
- Odeon 50 092 (mx. XB 1377) : Die Begegnung der Familie im Theater (Text: Rideamus)[5]
- Odeon 50 087 (mx. XB 1378) : Abiturienten-Bummel (Text: Rideamus)[6]
- Odeon 50 088 (mx. XB 1383) : Die Franzer (Text: Henry F. Urban)[7]
- Odeon 50 080 (mx. XB 1396) : Der Stiefelknecht (Text: Peter Rosegger)[8]

## Abbildungen
- Edmund Edel : Plakat zu einem “Lustigen Abend” mit Marcell Salzer.
- Annonce des Kasino-Saals, Friedrichstr. 22 vom 2.Mai 1911 (© Karlheinz Everts) für einen Rezitations-Abend mit Salzer.
- Titelseite von “Das lustige Salzer-Buch” mit dem Bilde Salzers.